# Тараканьи бега

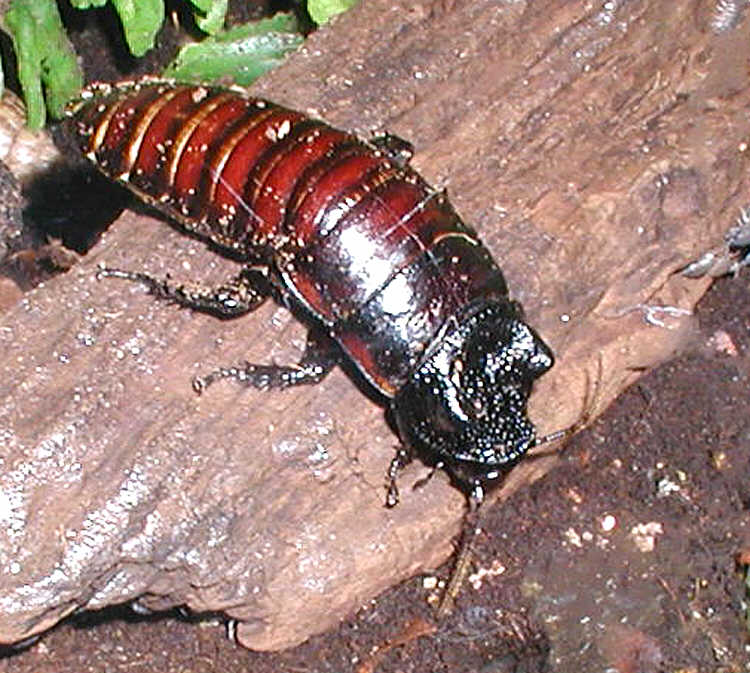
Мадагаскарский таракан, используемый в тараканьих бегах

Тараканьи бега — состязание тараканов в спринтерской гонке. В гонках используются гигантские тараканы с острова Мадагаскар (мадагаскарский шипящий таракан Gromphadorhina portentosa) длиной 6—10 см. Участников помещают в желобки, в один конец которых подаётся свет, в другом темно (тараканы, как правило, бегут от света). Длина дистанции, как правило, около 1,5 м. Зрители делают ставки. Для наблюдения за забегом часто используется видеотехника.

## Тараканьи бега в искусстве
- Тараканьи бега освещены в литературе. Первым на русском языке эту забаву описал Аркадий Аверченко в нескольких фельетонах константинопольского периода («О тараканах, гробах и пустых внутри бабах», «Космополиты»). Далее известно описание в пьесе Михаила Булгакова «Бег» (1927), а также в повести Алексея Толстого «Похождения Невзорова, или Ибикус» (1924). По словам одного из режиссёров фильма «Бег» Владимира Наумова[1], оказавшись в Турции в Стамбуле (бывший Константинополь), кинематографисты не нашли подтверждения существования тараканьих бегов в те годы. Последними исследованиями (Анной Хлебиной и Викторией Миленко) точно установлено, что они проводились русскими эмигрантами в мае 1921 года, после закрытия союзными властями Константинополя лото, в помещении в районе улицы Гран Пера[источник не указан 1971 день].
- У Нателлы Болтянской есть песня «Тараканьи бега» (правда, по своему пафосу она восходит опять же к «Бегу» Булгакова).
- На основе идеи тараканьих бегов созданы одноимённые видеоигры. В играх серии «Космические рейнджеры» в текстовом квесте при попадании в тюрьму тараканьи бега являются одним из мероприятий в пенитенциарном учреждении.